# Do You Want to Know a Secret
Do You Want to Know a Secret (укр. Чи ти хочеш знати секрет?) — пісня гурту «The Beatles», створена Джоном Ленноном та виконана Джорджем Харрісоном. Випущена 22 березня 1963 (Велика Британія) та 22 липня цього ж року (США). Входить до складу дебютного альбому «Please Please Me».

## Історія
В інтерв'ю 1971 та 1980 років Джон Леннон розповів, що написав «Do You Want to Know a Secret» у час свого одруження, яке відбулося у серпні 1962. За його ж словами, основою пісні виступила мелодія «I'm Wishing» з мультфільму Волта Діснея «Snow White» (укр. «Білосніжка») 1937 року, яку йому в дитинстві співала мати: у ній присутні слова, які Білосніжка промовляє до голубів: «Wanna know a secret? Promise not to tell?» («Хочете знати секрет? Обіцяєте нікому не розповідати?»), ці ж слова з'явилися і в тексті «Do You Want to Know a Secret». Хоча автором пісні виступає тільки Леннон, де-юре як співавтор був вказаний також Пол Маккартні — як і в більшій частині пісень періоду «Бітлз». Написавши пісню, Джон Леннон вирішив, що виконати її має Джордж Харрісон, оскільки вважав, що це буде непогане тренування для нього. Сам виконавець пісні, Джордж Харрісон, в інтерв'ю «Музичному журналу» (англ. «Musician magazine») сказав, що мелодія пісні була навіяна композицією «I Really Love You» гурту «The Stereos».
«Do You Want to Know a Secret» виконувалася також Біллі Дж. Крамером (англ. Billy J. Kramer) — вокалістом гурту «The Dakotas», менеджером якого (так само як і «Бітлз») був Браян Епстайн. Члени гурту записали її 14 березня 1963, наступного року пісня зайняла перші сходинки хіт-парадів синглів.

## Запис
«Do You Want to Know a Secret» була записана 11 лютого 1963, як і більша частина пісень, що увійшли до альбому «Please Please Me». Джордж Харрісон стверджував, що йому не подобалося власне виконання пісні, крім цього він взагалі не знав, як її виконувати. При цьому ніхто з учасників «The Beatles» не міг порадити, як це зробити краще. 25 лютого 1963 були зроблені моно- та стереоваріант пісні, після чого вона була включена в альбом «Please Please Me». На цій сесії жодного з членів «Бітлз» не було, були присутні тільки продюсер гурту Джордж Мартін та технічні працівники Норман Сміт і А.Б. Лінкольн.

## Виконання наживо
Члени «The Beatles», можливо, почали виконувати пісню протягом останнього візиту в Гамбург у грудні 1962. Не є секретом, що «Do You Want To Know A Secret» не була провідною у репертуарі гурту. Однак вона була включена до репертуару гурту під час концерту в Шефілді через день після того, як була записана у студії звукозапису. Крім цього члени «The Beatles» виконували пісню під час туру з Томмі Роу та Крісом Монтесом 9 — 31 березня, а також туру з Роєм Орбісоном, який тривав з 18 травня по 9 червня 1963. Останнє відоме живе виконання пісні відбулося 30 червня у кінокомпанії «АВС Cinema», розташованої в Норфолку.

### На радіо
6 березня 1963 «The Beatles» виконали пісню для радіошоу «Here We Go», слухачі почули її 12 квітня того ж року. 21 березня пісня була записана для радіошоу компанії Бі-Бі-Сі «On The Scene», трансляція відбулася 28 березня. 22 квітня пісня пролунана у шоу «Side By Side», яке також транслювалося Бі-Бі-Сі, 25 травня — у знаменитій передачі «Saturday Club». 24 травня пісню було записано для передачі «Pop Go The Beatles», трансляція відбулася 30 липня 1963.

## Склад
- Джордж Харрісон — вокал, гітара
- Джон Леннон — ритм-гітара, бек-вокал
- Пол Маккартні — бас-гітара, бек-вокал
- Рінго Старр — ударні